# 山口桃華
山口 桃華（やまぐち ももか、1987年10月14日 - ）は、山形県出身のストリッパー。TSミュージック所属。

## 略歴・人物
2009年5月11日、新宿TSミュージックにてデビュー。
身長155cm・スリーサイズはB88・W60・H87。また、千葉ロッテマリーンズのファンでもある。
TSミュージック系のストリップ劇場をメインに、主としてロック座の息のかかっていない劇場に出演しているが、TSミュージック系・ロック座系のどちらでもない独立系の劇場ではロック座所属の踊り子と共演する機会もある。
出演予定の各劇場のWebサイトやフライヤー、劇場外に掲示のショーウインドーでは顔出しNG（目隠し）となっているが、当人及び親交のある踊り子のInstagram・X（旧Twitter）では顔出ししているケースも見受けられる。